# Волков, Григорий (пионер-герой)
Григорий Волков (1929 — 29 декабря 1942) — юный герой-пионер, подпольщик Великой Отечественной войны, расстрелян фашистами в декабре 1942 года в Ростовской области.

## Биография
Родился в 1929 году в Тацинском районе Ростовской области. Воспитывался в многодетной семье, где было шестеро детей. Проживали в переулке Степном в районе школы № 3. Мать домохозяйка. отец трудился в конторе по заготовке скота, сопровождал гурты до бойни. Григорий обучался в поселковой школе № 1.
16 декабря 1942 года Советские войска начали наступление в районе среднего течения Дона.
В декабре 1942 года в станице Тацинской Ростовской области базировался крупный немецкий аэродром, который обеспечивал припасами окруженную группировку Паулюса в городе Сталинграде. 24 декабря в 7 часов 30 минут по массированному огню «Катюш» части корпуса атаковали Тацинский аэродром. К 17 часам были уничтожены последние силы сопротивления противника. В результате больше 3500 офицеров и солдат немецко-фашистских войск, а также 50 орудий и 15 танков были повержены. 350 самолётов противника были уничтожены.
Местные мальчишки, Гриша Волков и Федя Игнатенко, которые отлично знали местность, в свои неполные 14 лет совершили подвиг. В декабре 1942 году они предупредив группу советских танков танкового корпуса генерала Богданова о наличии и силах противника, показали безопасный пути и провели советские боевые машины по безопасной дороге к Тацинскому военному аэродрому мимо артиллерии немецких войск.
На протяжении четырёх дней, пока шёл бой, ребята сражались вместе с советскими солдатами на улицах родного посёлка. Израсходовав боеприпасы и видя бесперспективность дальнейшего сопротивления, а равно нанеся серьёзный урон войскам гитлеровской коалиции, по приказу командования Советские войска отошли в сторону Морозовской, покинув Тацинскую.
Через несколько дней от пули снайпера погиб Федя Игнатенко, а Григорий Волков был схвачен фашистами и 29 декабря 1942 года расстрелян вместе с тяжелоранеными танкистами.

## Награды
За боевые заслуги в годы Великой Отечественной войны, посмертно, Указом Президиума Верховного Совета СССР награждён:
- медалью «За отвагу»

## Память
- В 1976 году в станице Тацинская был торжественно открыт памятник пионерам героям Грише Волкову и Феде Игнатенко.
- В Тацинском музее боевой славы хранятся архивные материалы и воспоминания о подвиге юных героев.
- В Ростове-на-Дону в парке имени В.Черевичкина героям установлены барельефы.
- Одна из улиц в станице Тацинская носит имя Гриши Волкова.